# UDP-glucosio 6-deidrogenasi
La UDP-glucosio 6-deidrogenasi è un enzima appartenente alla classe delle ossidoreduttasi, che catalizza la seguente reazione:
UDP-glucosio + 2 NAD+ + H2O ⇄ UDP-glucuronato + 2 NADH + 2 H+
Agisce anche su UDP-2-deossiglucosio.